# Guido Spagnoli
Guido Spagnoli (Imola, 12 dicembre 1896 – Bologna, 25 ottobre 1963) è stato un compositore italiano, maestro di composizione, contrappunto, fuga e armonia.

## Biografia
Dopo aver ricevuto dalla famiglia d'origine un'educazione classica, nel 1906 entrò al Liceo musicale "Martini" di Bologna, dove con l'attenta guida e gli insegnamenti dei Maestri Luigi Torchi e Franco Alfano nel 1921 si diplomò in pianoforte e contrappunto entrando, successivamente, a far parte del corpo docente divenendo maestro di validi alunni destinati al successo quali Pietro Grossi, Cesare Nordio, Nino Maioli, Walter Grandi ai quali seppe trasfondere i tesori dell'animo e della sapienza.
Autore romantico amava Schubert, al quale dedicò l'Ouverture Romantica, ma con il medesimo trasporto, e non deve sembrare strano, amò l'impeto, il cromatismo, l'orchestrazione di Wagner, precursore del linguaggio musicale moderno.
Di Guido Spagnoli e delle sue opere, Guido Guerrini, compositore e critico, ebbe a scrivere nel 1928 sulla rivista musicale “Il Pensiero Musicale”:
“… romagnolo, musicista che, appartato e pien di fede, produce e dona senza nulla chiedere. È lavoratore tenace modesto e schivo di qualsiasi esibizionismo; lavora chiuso in se stesso per prezioso senso di quel pudore d'arte che è solo dei veri artisti”.
Ma in lui, oltre alla passione per la musica ardeva il fuoco dell'amor Patrio e non solo…
Per aiutare il lettore nella comprensione della personalità del Maestro, è utile tornare al 1915 quando volontario si arruolò nel 52º Battaglione V.C.A. Combatté sul Carso, sull'Adamello, sul Piave dove venne insignito della “Croce di Guerra al Valor Militare” per ripetuti atti valorosi quale Ufficiale esploratore sulla linea di fuoco nemico.
Un uomo completo, amato da tutti e apprezzato per le grandi capacità umane ed intellettuali.
Il 6 giugno 1945 riceve la nomina a Direttore del Regio Conservatorio Giovanni Battista Martini di Bologna, accompagnata dal “compiacimento” della Regia Accademia Filarmonica di Bologna, che, pochi mesi più tardi, lo iscriverà con votazione unanime all'albo degli Accademici Filarmonici come Maestro Compositore, dove anche ricoprirà la carica di Consigliere d'Arte.
Nel 1949 si ritirò a vita privata per dedicarsi interamente all'altro "grande amore”: i suoi nipoti.

## Opere
Guido Spagnoli è considerato, per la sua ispirazione, un romantico. È ricordato come autore del poema sinfonico lirico I due Pastori (un atto di Luigi Orsini) e di suite per grandi orchestre. I suoi Intermezzi per orchestra furono eseguiti al Teatro Augusteo di Roma nel 1929, direttore Willy Ferrero. 

Le sue opere sono state edite dalla casa editrice «Umberto Pizzi» di Bologna.
Pianoforte a due mani
- 2126 - Tre pezzi
- 2125 - Due Intermezzi
- 2104 - Suite in tre tempi

- Sonata in 4 tempi
Violino e pianoforte
- 3197 – Sonata

Violoncello e pianoforte
- 2394 – Sonata

Canto e pianoforte
Tre liriche:
- 2079 – I Sotto il ciel (parole di V. Aganoor)
- 2080 – II Nevicata (parole di G. Pascoli)
- 2081 – III Notte (parole di G. Pascoli)

Orchestr
- 2124 – Due Intermezzi (allora eseguiti al Comunale di Bologna, Augusteo di Roma, Palermo e Budapest)
- 2103 - Suite per grande orchestra in tre tempi

- Ouverture
- Novelletta
- Ouverture Romantica (prima esecuzione Augusteo Roma 1930)
- Nella chiesa di Classe (grande orchestra 1933)

### Opere rappresentative[nonchiaro]
- I due Pastori - Trittico per soli, coro e grande orchestra, libretto di Luigi Orsini